# Каракорумско шосе
Вижте пояснителната страница за други значения на Каракорум.
Каракорумското шосе (на урду: شاہراہ قراقرم) е високопланински международен главен път, свърващ град Кашгар, Синдзян-уйгурски автономен регион, Китай с град Хавелиан, окръг Аботабад, Пакистан.
Официалните му имена са национален път N-35 (Пакистан), национален път Годао 314 / G314 (Китай), азиатски път AH4.
Пътят следва един от древните маршрути на Пътя на коприната. По своето протежение шосето пресича културни и ландшафтно различни области на планините Памир, Каракорум, Хималаи и Хиндукуш. Пътят минава покрай няколко от 8-хилядните върхове на Хималаите, между които е и Нанга Парбат. При граничния за Китай и Пакистан проход Хунджераб шосето достига най-високата си точка от 4693 метра надморска височина, което го прави най-високо разположеният международен път с твърдо покритие в света.
Каракорумското шосе се строи съвместно от Китай и Пакистан от 1966 година, като неговото строителство приключва през 1979 г. Строежът е съпътстван от чести свлачища по стръмни планински склонове, при които по официални данни са загинали 810 пакистански и 82 китайски работници. Пакистанската отсечка от пътя е с дължина около 1050 km, а китайската – около 230 km. Пътят е открит за ползване от 1986 г.